# 김사영 (소설가)
김사영(金士永, 일본식 이름: 淸川士郞 기요카와 시로, 1915년 2월 4일 ~ ?년 ?월 ?일)은 일제강점기의 소설가로, 경상북도 상주군 출신이다.

## 생애
1935년 3월 대구사범학교를 졸업했으며, 같은 해 4월부터 1939년까지 경상북도 금호보통학교 훈도, 1939년부터 1942년까지 경상북도 영천군 청통국민학교 훈도로 근무했다. 1940년 1월 《매일신보》 신춘현상 당선소설 〈춘풍(春風)〉으로 문단에 등단했고, 같은 해 5월 잡지 《삼천리》에 소설 〈원천(怨天)〉을 발표했다.
1942년부터 1944년까지 《형제(兄弟)》, 《성안(聖顔)》, 《행불행(幸不幸)》, 《메아리(こだま)》, 《길(道)》, 《세류(細流)》 등 징병과 지원병, 일본의 침략 전쟁을 선전하는 내용을 담은 소설을 발표했으며, 1944년 4월 24일부터 5월 3일까지 조선군사후원회의 위촉을 받은 조선문인보국회로부터 징병검사 상황 및 관련 미담을 수집하기 위한 차원에서 경상북도와 경상남도에 파견되었다. 이러한 경력 때문에 민족문제연구소의 친일인명사전 수록자 명단의 문화/예술 부문에 포함되었다. 광복 이후인 1952년 경상북도 문경고등학교에서 특수교사로 근무했다는 기록만 있을 뿐 그 이후의 행적에 대해서는 알려져 있지 않다.

## 주요 작품
- 소설 《춘풍(春風)》 (1940년 1월 《매일신보》 신춘현상 당선소설, 1940년 1월 11일부터 1월 24일까지 《매일신보》에 연재됨)
- 소설 《원천(怨天)》 (1940년 5월 잡지 《삼천리》에 발표함)
- 일본어 소설 《형제(兄弟)》 (1942년 조선문인협회 주최 현상소설 당선작, 1942년 11월부터 1943년 3월까지 잡지 《신시대》에 연재됨)
- 일본어 소설 《성안(聖顔)》 (1943년 5월 잡지 《국민문학》에 발표함)
- 일본어 소설 《행불행(幸不幸)》 (1943년 11월 잡지 《국민문학》에 발표함)
- 일본어 소설 《메아리(こだま)》 (1944년 1월 잡지 《녹기》에 발표함)
- 일본어 소설 《길(道)》 (1944년 5월 잡지 《국민문학》에 발표함)
- 일본어 소설 《세류(細流)》 (1944년 7월 잡지 《국민문학》에 발표함)

## 참고자료
- 민족문제연구소 (2009). 〈김사영 (1)〉. 《친일인명사전 1 (ㄱ ~ ㅂ)》. 서울. 387 ~ 388쪽.